# Modest Wit Kosicki Wata
Modest Wit Kosicki Wata (1791–1832) – prawnik.
W 1810–1814 studiował w Szkole Głównej Koronnej, w 1814 uzyskał doktorat z filozofii i nauk wyzwolonych za pracę pt.:Rozprawa o głównej zasadzie i pożytkach filozofii moralnej, wyd. Kraków 1814); w 1814/1815 wykładał filozofię moralną i pedagogikę w Szkole Głównej Koronnej, a w 1822/1823 pedagogikę na Królewskim Uniwersytecie Warszawskim jako docent prywatny; w 1814-1817 był aplikantem i sekretarzem Trybunału Cywilnego Departamentu Krakowskiego, następnie asesorem Trybunału Cywilnego woj. płockiego; w 1817-1822 był sekretarzem Prokuratury Generalnej Królestwa Polskiego; zaś w 1822-1830 sekretarzem i referentem w Komisji Rządowej Wyznań Religijnych i Oświecenia Publicznego Królestwa Polskiego.
Poza doktoratem opublikował kilka tłumaczeń z języka francuskiego z zakresu moralistyki katolickiej oraz pedagogiki (m.in. opatrzone własnymi przypisami F. Fenelona O wychowaniu młodzieży płci żeńskiej). Był zwolennikiem Kanta.